# افغان قاضی
افغان قاضی   از سیاستمداران ایرانی بود، که در دوره سوم  بعنوان نماینده گرگان در مجلس شورای ملی حضور داشت.